# Adarazi
Maomé ibne Ismail Nastaquim Adarazi (em árabe: محمد بن اسماعيل نشتاكين الدرازي; romaniz.: Muhammad bin Ismail Nashtakin ad-Darazi) foi um pregador ismailita do século XI e um dos primeiros líderes drusos, fé que foi considerada pelos muçulmanos como herética, em 1016. Nascido em Bucara, proclamou publicamente a divindade do califa Aláqueme. Ele foi executado pelo mesmo califa. 

## Vida
Pouco se sabe sobre os primeiros anos de Adarazi. De acordo com a maioria das fontes, ele foi o líder de um exército que foi enviado ao Cairo para sufocar uma revolta do movimento "Unidade" que havia começado nas montanhas do Líbano com o objetivo de unir cristãos, sunitas e xiitas sob um mesmo Deus. O exército de Adarazi tinha por volta de 200 000 homens enquanto que os membros do movimento contavam com menos de 10 000 homens. A luta se deu ao norte de Jerusalém, resultando na derrota completa das tropas de Adarazi e a sua captura. O movimento ficou então conhecido como aquele que derrotou o exército de Adarazi, que terminou se convertendo ao movimento, que passou a ser conhecido como "druso". Porém, ele foi considerado posteriormente um renegado e é descrito em fontes drusas como seguindo os ensinamentos de Satã, principalmente a arrogância.
Conforme o número de seguidores crescia, Adarazi ficou obcecado com a liderança e se auto-intitulou "A Espada da Fé". No obra "Epístolas sobre Sabedoria", Hâmeza ibne Ali ibne Amade alerta Adarazi dizendo "Fé não precisa de espada para ajudá-la", conselho que ele recusou e continuou a desafiar o imame, o que provocou conflitos entre os dois. Adarazi concordou que ele deveria ser o líder da dawa ("Missão") ao invés de Hâmeza e novamente se autoproclamou "Senhor dos Guias", pois o califa Aláqueme se referia à Hâmeza como o "Guia dos que Consentiram".
Por volta de 1018, Adarazi tinha à volta de si vários seguidores - os "darazitas" - que acreditavam que a razão universal havia encarnado em Adão no princípio do mundo, passou dele para os profetas, depois para Ali e dele para seus descendentes, os califas fatímidas. Adarazi escreveu um livro desenvolvendo essa doutrina e o leu na mesquita do Cairo, o que provocou revoltas e protestos contra suas alegações com diversas mortes entre os seus seguidores. Hâmeza ibne Ali refutou sua ideologia chamando-o de "o insolente e Satã". A controvérsia criada por Adarazi levou o califa Aláqueme à dawa drusa, em 1018.
Numa tentativa de conseguir o apoio de Aláqueme, Adarazi começou a pregar que o califa e seus ancestrais eram a encarnação de Deus. Acredita-se que Adarazi permitia o uso do vinho, proibia o casamento e ensinava a metempsicose, embora se possa argumentar que suas ações tenham sido exageradas pelos primeiros historiadores e polemistas.

## Morte
Um homem naturalmente modesto, Aláqueme não acreditava que fosse Deus e sentiu que Adarazi estava tentando aparecer como um novo profeta. Por isso, ele preferiu Hamza ibn Ali a ele e mandou executá-lo em 1018, deixando Hamza como o único líder da nova fé.

## Influência
Embora os drusos não considerem Adarazi como o fundador de sua fé - na realidade, eles se referem a ele como o "primeiro herético" - grupos rivais propositalmente ligaram o nome de um pregador controverso à nova fé e a ligação permanece até hoje. Os drusos se autodenominam  "unitários" (al-Muwahhidūn).